# 鶴田町立妙堂崎小学校
鶴田町立妙堂崎小学校（つるたちょうりつ みょうどうざきしょうがっこう）は、青森県北津軽郡鶴田町大字妙堂崎にあった公立小学校。

## 概要
- 鶴田町妙堂崎にあり、旧水元村南西部が学区となっていた。

## 沿革
- 1876年（明治9年）4月18日 - 妙堂崎村に校舎を新築、妙堂崎小学として発足。
- 1886年（明治19年）4月9日[2] - 廻堰小学を併合し、妙堂崎簡易小学校と改称。廻堰分校を設置。
- 1890年（明治23年）10月2日 - 妙堂崎簡易小学校と改称。
- 1895年（明治28年）11月14日 - 妙堂崎107番地に、校舎新築落成移転。
- 1906年（明治37年）3月 - 廻堰分教場が、独立・昇格し、廻堰尋常小学校と改称。
- 1909年（明治42年） - 妙堂崎字高安2番地に、校舎新築移転。
- 1910年（明治43年）4月 - 水元尋常高等小学校妙堂崎分教場と改称。
- 1941年（昭和16年）4月1日 - 国民学校令により、水元国民学校廻堰分教場に改称。
- 1947年（昭和22年）4月1日 - 学校教育法（旧法）施行により、水元村立水元小学校妙堂崎分校と改称。
- 1948年（昭和23年）
  - 4月1日 - 独立・昇格し、水元村立妙堂崎小学校として発足。
  - 4月29日 - 開校式と増築記念の両式典挙行。便所・水飲場・児童昇降口新築。
- 1950年（昭和25年）
  - 5月25日 - 学校林植樹（約5000本）。
  - 12月3日 - 職員住宅及び職員室改築工事竣工。
  - 12月24日 - 校地西側の用水路護岸工事竣工。
- 1951年（昭和26年）4月20日 - 電話架設。
- 1953年（昭和28年）
  - 4月28日 - 校内放送設備完了。
  - 5月13日 - 鉄棒・ブランコ・シーソー設備。
- 1954年（昭和29年）
  - 8月3日 - 3日間の校庭土盛作業完了。
  - 8月24日 - 部落青年会による、校庭整地作業奉仕。
  - 11月30日 - 校舎倒壊防止工事着工。
- 1955年（昭和30年）
  - 3月1日 - 町村合併により、鶴田町立妙堂崎小学校に改称。
  - 3月9日 - 融雪水量多数の為、床下浸水する被害が出て、臨時休校の措置を採った。
  - 9月7日 - 校舎移転増改築工事入札。
  - 日付不明 - 校舎移転増改築の為、青年会館斎藤守正宅・長峰武四郎倉庫・工藤粂蔵作業場及び八幡宮で、教室分散授業実施。
- 1956年（昭和32年）
  - 1月2日 - 上棟式。
  - 3月17日 - 校舎仮引渡式。
  - 7月20日 - ブルドーザによる、校庭地均し作業実施。
  - 8月14日 - 学区民による、校庭への砂運搬作業奉仕。
- 1957年（昭和32年）
  - 7月6日 - 財産区寄贈による、国旗掲揚台委竣工。
  - 8月24日 - 講堂引渡式。
  - 9月21日 - 落成記念運動会開催（これ以降、本校単独で運動会開催）。
  - 9月30日 - 創立80周年記念式典と校舎講堂落成式を挙行。
- 1959年（昭和34年）
  - 2月1日 - 共栄分校認可。
  - 2月5日 - 共栄分校開校式。
- 1960年（昭和35年）
  - 7月23日 - 校旗樹立式。
  - 10月12日 - 校歌制定。
- 1961年（昭和36年）
  - 9月21日 - 財産区よりピアノ寄贈並びに披露学芸会開催。
  - 9月29日 - 共栄分校で、国旗掲揚台竣工式挙行。
  - 12月25日 - テレビ設備。
- 1963年（昭和38年）8月26日 - PTA奉仕作業により、校庭土盛り整地。
- 1965年（昭和40年）10月1日 - パン給食実施（希望者140名）。
- 1968年（昭和43年）
  - 5月1日 - センター方式による学校完全給食開始。
  - 8月5日 - プール落成式。
- 1969年（昭和44年）6月28日 - プール用井戸竣工。
- 2006年（平成18年）3月31日 - 本校と水元小学校（本校・田の尻分校）が統合した水元中央小学校開校により閉校。

## 周辺
- 青森県道154号妙堂崎五所川原線
- 青森県道153号山田鶴田線
- 瓜田ストア